# 开门大吉
《开门大吉》是中国中央电视台的一档室内游戏综艺节目，由原《开心辞典》节目改版而成，主持为尼格买提，从2013年1月1日起每周一晚19:30在央视综艺频道首播。

## 節目形式
节目模式引进自爱尔兰制作公司Vision Independent Productions的“Super Star Ding Dong”，邀请全国各行业的普通人作为选手，通过“按门铃、猜歌名”的方式实现自己的家庭梦想。舞台上设置若干扇大门，参赛选手按下门铃后，在限定时间内根据铃声旋律回答歌曲名称，选手猜对时，门后的表演嘉宾会登台演唱该歌曲，选手获得相应的“家庭梦想基金”，如若答错则直接离场，奖金清零，随着奖金额度的提高，所猜铃声的难度也会随之增加。随着节目多次改版，选手登台及回答的形式均有所调整。

### 過關獎金

#### 2013年1月~2019年10月：八扇门
- 第一扇門：1,000元
- 第二扇門：2,000元
- 第三扇門：3,000元
- 第四扇門：5,000元
- 第五扇門：10,000元
- 第六扇门：15,000元
- 第七扇門：20,000元
- 第八扇門：30,000元

奖金全程不累计，答错奖金归零，选手出局；允许选手求助亲友团，但只有一次机会（最初由主持人提供有关该歌曲的线索）。

#### 2019年10月~2021年8月：十二扇门
- 第1/2/3扇门：1,000元
- 第4/5/6扇门：3,000元
- 第7/8/9扇门：5,000元
- 第10扇门：10,000元
- 第11扇门：20,000元
- 第12扇门：30,000元

奖金为累计制，答对增加对应额，答错失去本题奖金且之前的奖金也会归零；8位选手首先争夺挑战权：大屏幕播放一首歌，5秒后选手有10秒时间作答（三选一），答题最快且答对的可以挑战。
选手有且仅有一次求助，但可以选择方式：
- 关键字：告知这首歌的字数，同时给出其中一个字和它的位置
- 听原音：播放原歌曲15秒
- 问亲友：选手可微信视频求助亲友

#### 2021年9月~2023年8月
最初的资格赛为选手听一段歌曲后，从所给3个答案中选择正确歌词填空，或者为有关歌词的问题；正赛阶段中，12扇门对应金额被随机打乱，同时以十二生肖覆盖，因此选手不知道每扇大门背后的奖金。
2021年10月18日，陈欢子（音乐剧演员）成为节目史上第一个从头到尾挑战所有12扇门的选手。但最后选择的12号门使用求助后答错，也成为史上最高奖金清零的选手。最后一首歌为毛不易的《甘心替代你》。

#### 2023年9月至今
该版节目更换舞台，取消资格赛，选手出场顺序由抽签决定。正赛阶段与2021版规则无异，第一位出场的选手有一次“冰封权”，可不挑战当前已选中的门。